# John Gund

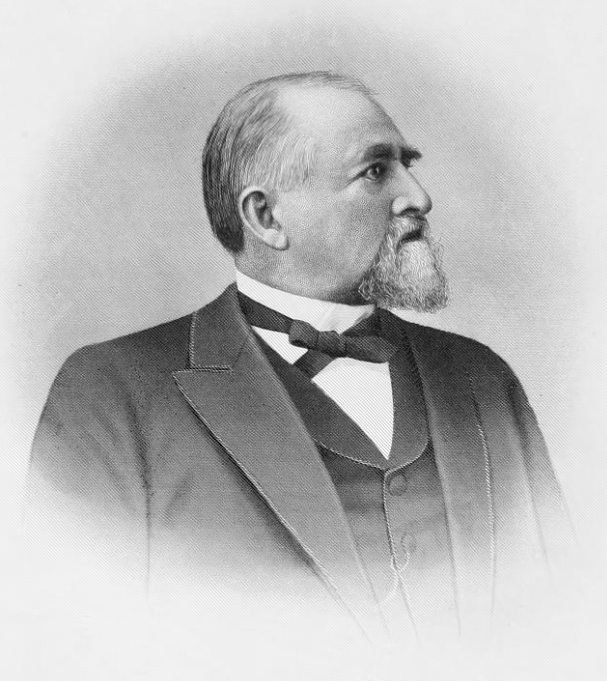

John Gund (* 3. Oktober 1830 in Schwetzingen; † 7. Mai 1910 in La Crosse) war ein deutscher Unternehmer. Er war Gründer der G. Heileman Brewing Company und der John Gund Brewing Company.

## Biographie
John Gund wurde im Jahr 1830 im badischen Schwetzingen geboren. Nach seiner Schulausbildung machte er eine zweijährige Ausbildung zum Brauer und Küfer. Seine Eltern emigrierten im Jahr 1847 in die USA und betrieben eine Farm in der Nähe von Freeport im Bundesstaat Illinois.
Gund folgte ihnen ein Jahr später und reiste über die Häfen Rotterdam und Le Havre in die USA. Im Sommer 1850 starben seine Eltern an Cholera. Daraufhin zog er nach Galena, wo er Louise Hottman kennenlernte und im Jahr 1852 heiratete. Gemeinsam zogen sie weiter nach Dubuque, wo Gund in der Brauerei Anton Heebs arbeitete. Nach einer kurzen Rückkehr nach Galena, zog er mit seiner Frau nach La Crosse.
Dort betrieb er vier Jahre lang eine kleine Brauerei in einer Holzhütte an der Ecke Front Street und Division Street. 1858 verkaufte er die Hütte an C. L. Colman, der sie später für seinen Holzhandel nutzte.
Im Jahr 1858 gründete er gemeinsam mit Gottlieb Heileman die City Brewery (auch City Brewing Company genannt). Gemeinsam betrieben sie die Brauerei 14 Jahre lang, bis Gund im Jahr 1872 seine Anteile an Heileman verkaufte und den Betrieb verließ. Der Jahresausstoß der Brauerei war von 500 Barrel im Jahr 1860 auf 3000 Barrel im Jahr 1872 gestiegen.
Gund gründete seine eigene Brauerei, die Empire Brewery an der South Avenue in La Crosse. Die Brauerei hatte eine Kapazität von 30.000 Barrel Bier pro Jahr. Am 1. Mai 1880 wurde sie offiziell eingetragen. Gund machte seine Söhne zu Mitarbeitern: Henry Gund wurde Handelsvertreter, George Gund Manager und John Gund, Jr., Buchhalter. Das Geschäft mit Bier lief in den kommenden Jahren sehr erfolgreich und die Kapazität der Brauerei wurde Stück um Stück erweitert. Im Jahr 1897 wurde bereits ein Jahresausstoß von 60.000 Barrel erreicht. Ein Brand im September 1897 brannte Teile der Brauerei nieder. Gund ließ sie bis zum August 1898 wieder aufbauen.
Gund starb am 7. Mai 1910 nach monatelanger Krankheit an einem Apoplex. Er liegt auf dem Oak Grove Cemetery in La Crosse begraben.

## Familie
John Gund heiratete 1852 Louise Hottman (* 1830; † 18. Mai 1880). Gemeinsam hatten sie drei Söhne und zwei Töchter: Henry, George, John Jr., Louisa und Emma († 1884). Im Jahr 1885 heiratete Gund ein zweites Mal.